# Alloxantha lutea
Alloxantha lutea là một loài bọ cánh cứng trong họ Oedemeridae. Loài này được Seidlitz miêu tả khoa học năm 1899.